# Abarsam
Abarsam (moyen perse : Apursām ) est un officier de haut rang sassanide, qui fut ministre (wuzurg framadar) du roi Ardashir I ( r. 224-242).

## Sources
- E. Yarshater, « Abarsām », dans Encyclopaedia Iranica, Vol. I, Fasc. 1, 1982, 67–68 p. (lire en ligne)
- Shavarebi, « The so-called 'Thronfolgerprägungen' of Ardashīr I reconsidered », XV International Numismatic Congress Taormina 2015Proceedings, vol. I,‎ 2017, p. 627–630 (lire en ligne )